# Lobelia kauaiensis
Lobelia kauaiensis är en klockväxtart som först beskrevs av Asa Gray och som fick sitt nu gällande namn av Amos Arthur Heller.
Lobelia kauaiensis ingår i släktet lobelior och familjen klockväxter. Inga underarter finns listade i Catalogue of Life.